# Inkluzivní fitness

Znázornění efektu zelenovouse: Pokud nejsou dva rozlišující geny kompatibilní, populace bude spět ke speciaci, čímž se kin-selekce aplikuje na genově podobnější jedince – stejné barvy obličeje

V evoluční biologii je teorie inkluzivního fitness model evoluce sociálního chování, poprvé navržený W. D. Hamiltonem roku 1963.[zdroj?] Místo pouhého tradičního pojetí – čili chápání výhodnosti znaku jako jeho působení na počet potomků (přímá reprodukce) – prosazoval Hamilton, aby se započítávaly také nepřímo působící znaky. Toto pojetí se nazývá nepřímá reprodukce a je k němu započítané působení na frekvenci znaků v jiných jedincích. Hamiltonova teorie je dnes vedle recipročního altruismu považována za hlavní teorii vývoje sociálního chování. V jistém smyslu tuto teorii rozšířil Richard Dawkins ve své teorii sobeckého genu.
Z pohledu genetiky je evoluční úspěšnost bezprostředně závislá na počtu zanechaných kopií uvažovaného genu v populaci. Přestože se před rokem 1964 obecně věřilo, že jediným způsobem, jak toho docílit, je zanechat v populaci přímé potomky, Hamiltonova studie z roku 1964 ukázala, že lze dokonce matematicky (s užitím jednoduchých empirických dat) dokázat, že významnou složkou strategie organizmu by měla být také snaha o rozšíření stejných genů u jiných jedinců. Tento efekt je nejlépe pozorovatelný na příbuzenském výběru čili podpoře příbuzných jedinců, nicméně hraje roli i jinde (efekt zelenovouse, souboj pohlaví, rodičovský výběr).
Dobrým příkladem posunu od klasického darwinismu je sysel Beldingův (Urocitellus beldingi). Pokud tyto pozemní veverky spatří predátora, vydávají hlasité zvuky, aby varovaly ostatní veverky. Tím sice samy sebe uvedou do nebezpečí, nicméně mohou zachránit geny jiných veverek (se kterými stále sdílejí 99 % genofondu).
Jako příklad inkluzivního fitness jsou uváděny také eusociální krevety Synalpheus regalis. Větší krevety ochraňují před vnějšími útočníky menší. Prakticky pak získají silnější krevety výhodu, pokud naopak jejich potomci svůj gen pro statnost neprojeví. O to zde však nejde, jde o to, že i menší krevety sdílejí s velkými většinu genů, takže se makroevolucí rozšířily krevety, které ochraňují všechny varianty.